# Stopp (trafik)

Stoppskyltens utseende i Europa

Ett stopp, att stanna, är i trafikförordningen en förares handling att stå stilla med ett fordon. Parkering är ett stopp som inte krävs för lastning, lossning, hämtande eller lämnande av passagerare eller trafiksituationen.
Vid en stoppskylt är det stopplikt, man måste stanna oavsett trafik.
Det är förbjudet att stanna på väg med stoppförbud om inte trafiksituationen kräver det. På väg med parkeringsförbud är det tillåtet att stanna så långt det är nödvändigt för att ta upp eller lämna av passagerare, eller för att lasta eller lossa gods.